# 猴戲

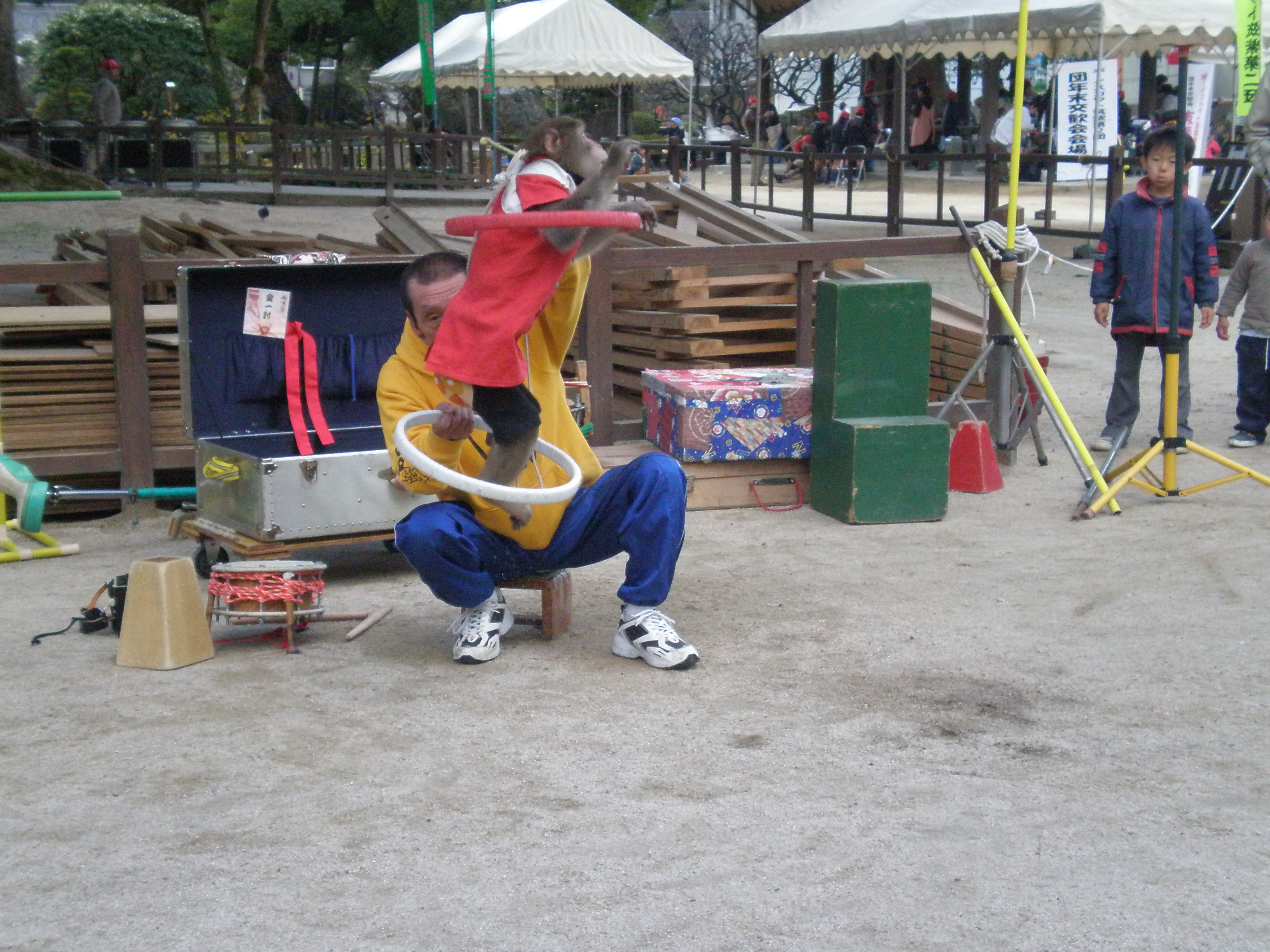
日本太宰府天滿宮的猴戲

猴戲，又名猴子戲，泛指猴子或其他靈長類動物（如猩猩）參與演出的表演藝術。

## 概要

### 中國傳統猴戲
猴戲在中國已有悠久歷史，最遲於唐朝已有出現，發源於今河南省新野縣。古人把猴子視為馬的守護神，常於馬廄內養猴子以留住馬匹，並讓猴子表演猴戲作祭祀之用，因此猴子又有「馬留」的別稱，此名稱至今仍保留在粵語中。日本於奈良時代從中國傳入猴戲。
後來猴戲的宗教性變淡，有些只是純娛樂觀眾，一些小販為招攬顧客，也會養猴子表演賣技藝，尤其常見於賣武術、賣藥等行業。香港曾唯一一隻獲漁農自然護理署發牌由人飼養的猴子金鷹，其已故前主人陳日標生前以賣藥為業，金鷹就在主人賣藥時表演。

### 日本傳統猴戲
日本把猴戲稱為，有時也寫成，屬於傳統藝能。猴戲最初傳入日本時，也是於馬廄中作為祭祀驅邪之用，常見於武家的馬廄。室町時代起猴戲宗教性淡化，發展成街頭藝術，多以太鼓伴奏。由於日文中「猿」的讀音是，與表示離開、驅離之意的「去る」唸法一樣，有吉祥的意味，因此發展成過年時常見的表演。江戶時代更認為是種讓病魔遠離的象徵，所以還有專門引導猴子耍猴戲驅邪魔、病魔的職業。 
此外，日本的狂言中也有猴戲表演，稱為靫猿。

### 現代猴戲表演
現在一些動物園、主題公園、馬戲團也有猴戲的表演項目，常見的有踏單車、跳火圈、走鋼線、翻筋斗、芭蕾舞、走平行木、默劇等。

### 其他作用
有些猴戲是為了行騙，例如假裝死亡，引發觀眾的同情心，因而獲得特別的償錢。

### 其他用法
猴戲除了指真正由猿猴表演的項目外，還用來比喻人們一些裝模作樣流於表面的行為，有負面的含意。